# Merelbeke-Melle
Merelbeke-Melle is een Belgische gemeente die op 1 januari 2025 ontstaan is uit de vrijwillige fusie van de gemeenten Merelbeke en Melle in de provincie Oost-Vlaanderen. De fusiegemeente heeft een oppervlakte van 52 km² en telt zo'n 37.000 inwoners.
Het is een van de 14 gemeenten die tot stand zijn gekomen in de fusiegolf van 2025. Na verkennende gesprekken met ook Destelbergen en Oosterzele, gingen de gemeentebesturen van Melle en Merelbeke verder met twee met een principiële fusiebeslissing van beide gemeenteraden op 14 september 2022. De fusie werd op 18 december 2023 definitief goedgekeurd op de gemeenteraden, waarbij ze de naam 'Merelbeke-Melle' vastlegden.
De fusie vond plaats na de gemeenteraadsverkiezingen van 13 oktober 2024.

## Gegevens bij fusie
|                              | Melle                      | Merelbeke                                             | Merelbeke-Melle            |
| ---------------------------- | -------------------------- | ----------------------------------------------------- | -------------------------- |
| Deelgemeenten                | Melle Gontrode             | Merelbeke Bottelare Lemberge Melsen Munte Schelderode | Gefuseerd                  |
| Aantal inwoners (01/01/2023) | 11.960                     | 25.200                                                | 37.160                     |
| Oppervlakte                  | 15,34 km²                  | 37 km²                                                | 52,34 km²                  |
| Arrondissement               | Gent                       | Gent                                                  | Gent                       |
| Politiezone                  | 5418 Regio Rhode & Schelde | 5418 Regio Rhode & Schelde                            | 5418 Regio Rhode & Schelde |
| Hulpverleningszone           | Brandweerzone Centrum      | Brandweerzone Centrum                                 | Brandweerzone Centrum      |
| Gemeenteraad                 | 21 leden                   | 27 leden                                              | 33 leden                   |
| Coalitie (uittredend 2024)   | CD&V, N-VA                 | CD&V, Open Vld, Vooruit                               | —                          |

Na de fusie moesten alle identieke of gelijkklinkende straatnamen weggewerkt zijn. Zo kregen 26 straten een nieuwe naam vanaf 1 januari 2025: 13 straten in Merelbeke en 13 straten in Melle.

## Demografische ontwikkeling van de fusiegemeente ontstaan op 1 januari 2025
Deze evolutie is gemaakt op basis van de historische gegevens die betrekking hebben op de twee gemeenten, inclusief hun deelgemeenten, die samen de nieuwe fusiegemeente vormen vanaf 1 januari 2025.
- Bronnen:NIS, Opm:1831 tot en met 1981=volkstellingen; 1990 en later= inwonertal op 1 januari

| Inwoners van jaar tot jaar op 1 januari 1992 tot heden | Inwoners van jaar tot jaar op 1 januari 1992 tot heden | Inwoners van jaar tot jaar op 1 januari 1992 tot heden |
| jaar                                                   | Aantal                                                 | Evolutie: 1992=index 100                               |
| ------------------------------------------------------ | ------------------------------------------------------ | ------------------------------------------------------ |
| 1992                                                   | 30.408                                                 | 100,0                                                  |
| 1993                                                   | 30.473                                                 | 100,2                                                  |
| 1994                                                   | 30.693                                                 | 100,9                                                  |
| 1995                                                   | 30.865                                                 | 101,5                                                  |
| 1996                                                   | 31.128                                                 | 102,4                                                  |
| 1997                                                   | 31.285                                                 | 102,9                                                  |
| 1998                                                   | 31.527                                                 | 103,7                                                  |
| 1999                                                   | 31.889                                                 | 104,9                                                  |
| 2000                                                   | 32.135                                                 | 105,7                                                  |
| 2001                                                   | 32.364                                                 | 106,4                                                  |
| 2002                                                   | 32.485                                                 | 106,8                                                  |
| 2003                                                   | 32.573                                                 | 107,1                                                  |
| 2004                                                   | 32.600                                                 | 107,2                                                  |
| 2005                                                   | 32.748                                                 | 107,7                                                  |
| 2006                                                   | 32.938                                                 | 108,3                                                  |
| 2007                                                   | 33.083                                                 | 108,8                                                  |
| 2008                                                   | 33.418                                                 | 109,9                                                  |
| 2009                                                   | 33.635                                                 | 110,6                                                  |
| 2010                                                   | 33.891                                                 | 111,5                                                  |
| 2011                                                   | 34.264                                                 | 112,7                                                  |
| 2012                                                   | 34.521                                                 | 113,5                                                  |
| 2013                                                   | 34.663                                                 | 114,0                                                  |
| 2014                                                   | 34.922                                                 | 114,8                                                  |
| 2015                                                   | 35.182                                                 | 115,7                                                  |
| 2016                                                   | 35.468                                                 | 116,6                                                  |
| 2017                                                   | 35.864                                                 | 117,9                                                  |
| 2018                                                   | 36.208                                                 | 119,1                                                  |
| 2019                                                   | 36.396                                                 | 119,7                                                  |
| 2020                                                   | 36.567                                                 | 120,3                                                  |
| 2021                                                   | 36.561                                                 | 120,2                                                  |
| 2022                                                   | 36.773                                                 | 120,9                                                  |
| 2023                                                   | 37.160                                                 | 122,2                                                  |
| 2024                                                   | 37.210                                                 | 122,4                                                  |
| 2025                                                   | 37.369                                                 | 122,9                                                  |

## Politiek

### Resultaten gemeenteraadsverkiezingen sinds 2024
| Partij of kartel     | Partij of kartel     | 13-10-2024 | 13-10-2024 |
| Stemmen / Zetels     | Stemmen / Zetels     | %          | 33         |
| -------------------- | -------------------- | ---------- | ---------- |
|                      | Vooruit+             | 12,4       | 4          |
|                      | Groen                | 18,8       | 6          |
|                      | CD&V                 | 23,9       | 8          |
|                      | Blauw                | 25,2       | 9          |
|                      | N-VA                 | 14,5       | 5          |
|                      | Vlaams Belang        | 5,4        | 1          |
| Totaal stemmen       | Totaal stemmen       | 18655      | 18655      |
| Opkomst %            | Opkomst %            | 65,7       | 65,7       |
| Blanco en ongeldig % | Blanco en ongeldig % | 0,9        | 0,9        |

De zetels van de gevormde meerderheid staan vetjes afgedrukt. De grootste partij is in kleur.
Voor oudere verkiezingsresultaten zie de gemeenten Melle en Merelbeke.

### Burgemeesters
- 2025-heden: Egbert Lachaert

### Bestuur
Na de verkiezingen van oktober 2024 vormde het liberale BLAUW een meerderheid met CD&V en N-VA. De drie partijen beschikken over 22 van de 33 zetels in de gemeenteraad. Egbert Lachaert (BLAUW) werd burgemeester.